# Суєтська сільська рада
Сує́тська сільська рада (рос. Суетский сельский совет) — сільське поселення у складі Краснощоковського району Алтайського краю Росії.
Адміністративний центр — село Суєтка.

## Населення
Населення — 638 осіб (2019; 699 в 2010, 777 у 2002).

## Склад
До складу сільської ради входять:
| Населений пункт  | Населення, осіб (2002) | Населення, осіб (2010) |
| ---------------- | ---------------------- | ---------------------- |
| Аверенка, селище | 70                     | 73                     |
| Суєтка, село     | 707                    | 626                    |